# Gyula Katona
Gyula Katona (Tapsony, 7 aprile 1879 – Lione, 26 luglio 1944) è stato un ginnasta ungherese.
Partecipò ai Giochi della II Olimpiade che si svolsero a Parigi nel 1900. Prese parte alla gara di ginnastica degli esercizi combinati. Fu l'unico, assieme al tedesco Oskar Näumann, a non completare la gara.